# Universidad Provincial del Sudoeste
La Universidad Provincial del Sudoeste, usualmente referida por sus siglas «UPSO», es una universidad pública argentina con sede académica central en la ciudad de Pigüé, en el sudoeste de la Provincia de Buenos Aires y sede administrativa en la ciudad de Bahía Blanca. Posee 16 sedes académicas, 13 subsedes y 1 delegación administrativa. Fue creada por la Legislatura de la Provincia de Buenos Aires en 1992, aunque su puesta en marcha comenzó en 2000.

## Historia
La Universidad Provincial del Sudoeste fue creada en el año 1992 por Ley Provincial N° 11465 y su modificatoria de 1994 N°11523. El 21 de septiembre de 2000 se pone en marcha a través del Decreto N.º 3173, donde además se designa a José Alberto Porras como Delegado Organizador quien estaría a cargo de dirigir la Universidad durante el período de puesta en marcha. 
El 1 de junio de 2004 el entonces gobernador de la provincia de Buenos Aires, Felipe Solá, aprueba el estatuto de la UPSO según el Decreto N.º 1139. Según lo establece su estatuto, la Universidad desarrolla su acción dentro del régimen de autonomía y autarquía que le concede la legislación vigente. El 30 de agosto de 2004 fue elegido José Alberto Porras como primer Rector de la Universidad Provincial del Sudoeste, por unanimidad de votos de todos los miembros del Consejo Asesor de esta universidad conformado por los intendentes de los distritos que participan del Programa.
El 31 de marzo de 2014, la presidenta de la Nación Cristina Fernández de Kirchner hizo entrega al Rector de la UPSO Hernán Vigier del decreto 436/2014 que otorga el Reconocimiento Nacional a la Institución. Esto representó un avance significativo para la Institución en el proceso de reconocimiento de las carreras de la UPSO por parte del Ministerio de Educación de la Nación, para la validez nacional de sus títulos. Este decreto requirió además la aprobación de la Comisión Nacional de Evaluación y Acreditación Universitaria (CONEAU) del proyecto institucional en abril de 2013.

## Objetivos
Tiene como objetivos fundamentales propender a la solución de los problemas, anhelos y necesidades de los habitantes de la región de influencia, contribuir al desarrollo del sudoeste de la Provincia de Buenos Aires, a través de la educación universitaria, la investigación, la extensión y la incubación de proyectos y emprendimientos y además formar jóvenes emprendedores en distintas áreas del conocimiento, llevando la educación a sus lugares de origen con el fin de evitar el desarraigo.
Además desarrolla en el marco de un convenio entre la Universidad Nacional del Sur (UNS) y la Universidad Provincial del Sudoeste (UPSO), el Programa de Estudios Universitarios en la Zona (PEUZO).
Este proyecto educativo propone formar graduados con fuerte perfil emprendedor, con el complemento de la incubación de proyectos y emprendimientos que surjan de la iniciativa de los alumnos avanzados o graduados. Debido a estas características, el PEUZO es en sí mismo un proyecto de desarrollo regional armónico a mediano plazo, que tiene como actores centrales a sus graduados, con el apoyo de dos universidades y de las autoridades de cada localidad. Según lo establece el convenio firmado entre ambas universidades, la UNS otorga los títulos de algunas de las carreras que se dictan en el marco del Programa y la UPSO el de otras.

## Organización académica
La conducción de la Universidad Provincial del Sudoeste está a cargo del Rectorado y del Consejo Superior Universitario. El primero incluye al Rector y al Vicerrector, que trabajan con la colaboración directa de tres Secretarías, la Académica, la Administrativa, y la de Extensión e Incubación de Proyectos, y sus respectivas Direcciones.
El Consejo Superior Universitario es el órgano colegiado de Gobierno de la Universidad y está compuesto por el Rector, los Consejos Directivos de las Facultades, un Consejero representante de los empleados no docentes y el representante de la región del Órgano Empresarial Administrativo.
A la fecha hay constituidas dos Facultades, cuya naturaleza muestra claramente las líneas prioritarias de interés de la UPSO. La Facultad de Desarrollo Local y Regional, que nuclea a las carreras que generen recursos humanos útiles para el desarrollo local y regional. La restante es la Facultad de la Micro, Pequeña y Mediana Empresa, que nuclea a las carreras orientadas a facilitar la ocurrencia de emprendimientos económicos.
El gobierno y conducción de estas Facultades está a cargo de los respectivos Consejos Directivos, conformados por los Decanos y los representantes de los claustros de Profesores, Docentes Auxiliares y Alumnos.
Además, la Universidad cuenta con el Consejo Social, que tiene como Miembros Titulares a los Intendentes de los Distritos en donde la UPSO tiene Sedes Académicas. Entre otras atribuciones, el Consejo Social tiene la de dar su acuerdo para definir cada año en qué carrera se inscribirá en cada localidad. También interviene en la creación o supresión de Sedes Académicas.

## Sedes académicas y administrativas
La sede central de la Universidad Provincial del Sudoeste se encuentra en la ciudad de Pigüé y la sede administrativa en la ciudad de Bahía Blanca. Además, dado el funcionamiento de la institución de llevar la educación universitaria a todos los puntos de la región, se encuentran distribuidas en veintinueve localidades del Sudoeste Bonaerense (Carmen de Patagones, Villalonga, Pedro Luro, Hilario Ascasubi, Médanos, Mayor Buratovich, Punta Alta, Monte Hermoso, Coronel Dorrego, Tres Arroyos, Saldungaray, Sierra de la Ventana, Tornquist, Coronel Pringles, Laprida, General La Madrid, Coronel Suárez, Pigüé, Darregueira,  Puan,  Carhué, Rivera, Guaminí, Casbas, Daireaux, Salliqueló, Tres Lomas, Pellegrini y Benito Juárez).

### Sede Central
| Ciudad | Ubicación      |
| ------ | -------------- |
| Pigüé  | San Martín 415 |

### Sede Administrativa
| Ciudad       | Ubicación          |
| ------------ | ------------------ |
| Bahía Blanca | Ciudad de Cali 320 |

### Sedes Académicas
| Ciudad              | Ubicación                                                                  |
| ------------------- | -------------------------------------------------------------------------- |
| Carmen de Patagones | Lavalle 40                                                                 |
| Punta Alta          | Rivadavia 353                                                              |
| Pedro Luro          | Ruta Nacional N°3 km. 808, Sum del Hotel de Fortín Mercedes                |
| Coronel Suárez      | Belgrano N.º 827                                                           |
| Darregueira         | Juan José Paso 287                                                         |
| Coronel Dorrego     | Irigoyen 827                                                               |
| General La Madrid   | Sarmiento 763                                                              |
| Médanos             | Anchorena 116                                                              |
| Puan                | Avda. San Martín 210                                                       |
| Pellegrini          | Belgrano 135                                                               |
| Salliqueló          | Unidad Académica María Célica Lagouarde de Sanseáu, Inglaterra N° 35       |
| Coronel Pringles    | Belgrano 827                                                               |
| Tres Arroyos        | Maipú 270, Centro Regional de Estudios Superiores de Tres Arroyos (CRESTA) |
| Villalonga          | CORFO: 29 de Mayo y San Martín                                             |
| Hilario Ascasubi    | CORFO: Ruta 3 km. 794                                                      |

### Sub Sedes Académicas
| Ciudad               | Ubicación                                                      |
| -------------------- | -------------------------------------------------------------- |
| Carhué               | Mitre y Urquiza, Casa de la Cultura                            |
| Guaminí              | Salón Blanco de la Municipalidad, Plaza Alsina S/N             |
| Monte Hermoso        | Av. Argentina N° 88                                            |
| Tornquist            | Unidad Académica Ernesto Tornquist: Avenida E. Tornquist N°319 |
| Saldungaray          | La Plata y Victoria                                            |
| Sierra de la Ventana |                                                                |
| Coronel Pringles     | Sáenz Peña 867                                                 |
| Laprida              | Complejo Educativo Municipal, calle Rivadavia N.º 1358         |
| Casbas               | Hipólito Yrigoyen N° 299                                       |
| Daireaux             | Alsina N.º 70                                                  |
| Tres Lomas           | Juan Bautista Alberdi N° 555                                   |

## Oferta académica
| Área                                 | Carrera | Duración       |
| ------------------------------------ | --- | -------------- |
| CARRERAS DE GRADO                    | Licenciatura en Desarrollo Local y Regional                                                                              | 5 años         |
| CARRERAS DE GRADO                    | Licenciatura en Diseño de Indumentaria y Calzado                                                                         | 5 años         |
| CARRERAS DE GRADO                    | Licenciatura en Diseño Industrial                                                                                        | 5 años         |
| CARRERAS DE GRADO                    | Licenciatura en Logística                                                                                                | 5 años         |
| CARRERAS DE GRADO                    | Licenciatura en Medicina                                                                                                 | 6 años         |
| CARRERAS DE GRADO                    | Licenciatura en Política Local y Gestión Pública                                                                         | 5 años         |
| CARRERAS DE GRADO                    | Licenciatura en Gerenciamiento de PyMEs                                                                                  | 5 años         |
| CICLOS DE COMPLETENTACIÓN CURRICULAR | Licenciatura en Enfermería                                                                                               | 3 años         |
| CICLOS DE COMPLETENTACIÓN CURRICULAR | Ciclo de Complementación Curricular (CCC) de la Licenciatura en Educación Física y Gestión de Emprendimientos Deportivos | 2 años         |
| CICLOS DE COMPLETENTACIÓN CURRICULAR | Licenciatura en Comunicación                                                                                             | 2 años         |
| CICLOS DE COMPLETENTACIÓN CURRICULAR | Licenciatura en Gestión e Innovación Educativa                                                                           | 2 años         |
| CICLOS DE COMPLETENTACIÓN CURRICULAR | Licenciatura en Psicopedagogía                                                                                           | 2 años         |
| CICLOS DE COMPLETENTACIÓN CURRICULAR | Licenciatura en Seguridad Pública                                                                                        | 2 años         |
| TECNICATURAS UNIVERSITARIAS          | Tecnicatura Universitaria en Asuntos Municipales                                                                         | 3 años         |
| TECNICATURAS UNIVERSITARIAS          | Tecnicatura Universitaria en Desarrollo de Aplicaciones Web                                                              | 3 años         |
| TECNICATURAS UNIVERSITARIAS          | Tecnicatura Universitaria en Gestión Ambiental                                                                           | 3 años         |
| TECNICATURAS UNIVERSITARIAS          | Tecnicatura Universitaria en Gestión de Emprendimientos Deportivos                                                       | 3 años         |
| TECNICATURAS UNIVERSITARIAS          | Tecnicatura Universitaria en Acompañamiento Terapéutico                                                                  | 3 años         |
| TECNICATURAS UNIVERSITARIAS          | Tecnicatura Universitaria en Emprendimientos Audiovisuales                                                               | 3 años         |
| TECNICATURAS UNIVERSITARIAS          | Tecnicatura Universitaria en Gestión de Energías Renovables y Convencionales                                             | 3 años         |
| TECNICATURAS UNIVERSITARIAS          | Tecnicatura Universitaria en Emprendimientos del Diseño                                                                  | 3 años         |
| TECNICATURAS UNIVERSITARIAS          | Tecnicatura Universitaria en Emprendimientos Turísticos                                                                  | 3 años         |
| TECNICATURAS UNIVERSITARIAS          | Tecnicatura Universitaria en Gestión Cultural y Emprendimientos Culturales                                               | 3 años         |
| TECNICATURAS UNIVERSITARIAS          | Tecnicatura Universitaria en Gestión del Comercio Exterior y Régimen Aduanero                                            | 3 años         |
| TECNICATURAS UNIVERSITARIAS          | Tecnicatura Universitaria en Creación y Gestión de PyMes                                                                 | 3 años         |
| TECNICATURAS UNIVERSITARIAS          | Tecnicatura Universitaria en Emprendimientos Agroalimentarios                                                            | 3 años         |
| TECNICATURAS UNIVERSITARIAS          | Tecnicatura Universitaria en Emprendimientos Agropecuarios                                                               | 3 años         |
| TECNICATURAS UNIVERSITARIAS          | Tecnicatura Universitaria en Emprendimientos Informáticos                                                                | 3 años         |
| TECNICATURAS UNIVERSITARIAS          | Tecnicatura Universitaria en Manejo y Comercialización de Granos                                                         | 3 años         |
| TECNICATURAS UNIVERSITARIAS          | Tecnicatura Universitaria en Periodismo y Emprendimientos de la Comunicación                                             | 3 años         |
| CARRERAS PROFESIONALES DE PREGRADO   | Enfermería | 3 años         |
| CARRERAS PROFESIONALES DE PREGRADO   | Guía Universitario de Turismo                                                                                            | 3 años         |
| CARRERAS PROFESIONALES DE PREGRADO   | Martillero y Corredor Público                                                                                            | 3 años         |
| DIPLOMATURAS UNIVERSITARIAS          | Diplomatura Universitaria en Agronegocios y Desarrollo Productivo                                                        | 2 años         |
| DIPLOMATURAS UNIVERSITARIAS          | Diplomatura Universitaria en Asuntos Municipales y Gestión Local                                                         | 2 años         |
| DIPLOMATURAS UNIVERSITARIAS          | Diplomatura Universitaria en Acompañante Terapéutico                                                                     | 2 años         |
| DIPLOMATURAS UNIVERSITARIAS          | Diplomatura Universitaria en Emergencias Prehospitalarias                                                                | 2 años         |
| DIPLOMATURAS UNIVERSITARIAS          | Diplomatura Universitaria en Desarrollo Local                                                                            | 2 años         |
| DIPLOMATURAS UNIVERSITARIAS          | Diplomatura Universitaria en Especializada en Gestión Educativa                                                          | 2 años         |
| DIPLOMATURAS UNIVERSITARIAS          | Diplomatura Universitaria en Gestión Ambiental                                                                           | 2 años         |
| DIPLOMATURAS UNIVERSITARIAS          | Diplomatura Universitaria en Especializada en Innovación Educativa                                                       | 2 años         |
| DIPLOMATURAS UNIVERSITARIAS          | Diplomatura Universitaria en Técnicas Audiovisuales                                                                      | 2 años         |
| DIPLOMATURAS UNIVERSITARIAS          | Diplomatura Universitaria en Gestión del Comercio Exterior                                                               | 2 años         |
| DIPLOMATURAS UNIVERSITARIAS          | Diplomatura Universitaria en Guía Universitario de Turismo                                                               | 2 años         |
| DIPLOMATURAS UNIVERSITARIAS          | Diplomatura Universitaria en Gestión Administrativa                                                                      | 2 años         |
| DIPLOMATURAS UNIVERSITARIAS          | Diplomatura Universitaria en Locución                                                                                    | 2 años         |
| FORMACIÓN PROFESIONAL                | Administración y Gestión de Microemprendimientos y PyMES                                                                 | 1 cuatrimestre |
| FORMACIÓN PROFESIONAL                | Instalador de Sistemas Eléctricos de Energías Renovables                                                                 | 1 año          |
| FORMACIÓN PROFESIONAL                | Programador | 1 año          |

### Sitios oficiales
- Universidad Provincial del Sudoeste
- Institucional
- Calendario Académico

#### En redes sociales
- UPSO - Universidad Provincial del Sudoeste en Facebook
- Universidad Provincial del Sudoeste - UPSO en X (antes Twitter)
- UPSO en Instagram

- Datos: Q20019056